# طوق (مجوهرات)
الطوق هو أي شكل من أشكال المجوهرات الصلبة التي تُلبس حلية حول عنق الفرد، على عكس القلادة الواسعة. وقد صُنعت الأطواق في ثقافات وعصور مختلفة، حيث ارتداها الرجال والنساء على حد سواء في أوقات مختلفة.